# Sagi winlandzkie

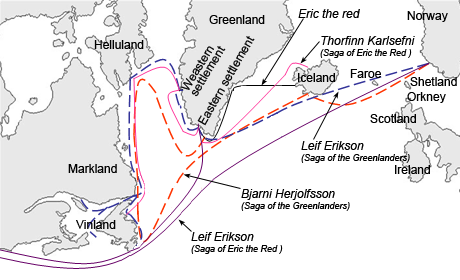
Domniemane trasy podróży bohaterów z winlandzkich sag

Sagi winlandzkie – wspólne określenie Sagi o Grenlandczykach i Sagi o Eryku Rudym, które opisują nordycką kolonizację Islandii, Grenlandii oraz Ameryki Północnej. Stanowią najstarsze oraz najpełniejsze źródło wiedzy o wydarzeniach z początku XI wieku, choć obie zostały napisane niezależnie od siebie prawdopodobnie w XIII wieku.

## Wiarygodność sag
Obie sagi, choć są uznawane za autentyczne, nie są do końca oparte na faktach. Część przedstawionych w nich historii przeplata się bowiem z przekazywanymi ustnie legendami, część jest napisana w sposób podkreślający bądź bagatelizujący bohaterskie czyny i niektóre wydarzenia. Przykładowo przedstawiają one koniec nordyckiej kolonizacji Grenlandii, jako rezultat piractwa i konfliktu wikingów z Inuitami, zwanymi przez nich skrælingami. Archeolodzy odkryli jednak, że miał na to również wpływ pogarszający się klimat i głód, o czym w tekstach już nie wspominano. Ponadto sagi zostały spisane około dwieście lat po wspomnianych wydarzeniach, co dodatkowo je zniekształciło, i co widać po rozbieżnościach, które zawierają oba teksty. Mimo to, nie podważa to ich historycznej wartości.

## Rozbieżności
Choć oba teksty zawierają opisy tych samych lub podobnych zdarzeń, to istnieją pomiędzy nimi istotne różnice. Jest to szczególnie widoczne na przykładzie Leifa Erikksona i Thorfinna Karlsefniego. Według Sagi o Grenlandczykach odkrywcą południowo-zachodnich wybrzeży Grenlandii był Bjarni Herjólfsson. Opis jego podróży jest unikatowy, ponieważ Bjarni w ogóle nie jest wspomniany w Sadze o Eryku Rudym. Pierwszy tekst uznaje również, że to Leif Eriksson odkrył Helluland, Markland oraz Winlandię, podczas gdy Thorfinn odegrał przy tym niewielką rolę.
Z kolei Saga o Eryku Rudym bagatelizuje znaczenie Erikssona i przedstawia go jako przypadkowego odkrywcę Winlandii. Główne zasługi przypisuje natomiast Karlsefniemu. Niektórzy historycy uważają, że zostały one nieco ubarwione. Saga została napisana bowiem w XIII wieku, kiedy to jeden z potomków Thorfinna był kanonizowany. Jego zwolennicy mogli więc wyolbrzymić rolę słynnego przodka w ważnych odkryciach do celów propagandowych.
Rozbieżności dotyczą również opisanych miejsc, do których podróżowali wikingowie. Saga o Grenlandczykach mówi, że Eriksson zbudował obóz zwany Leifsbudir, z którego korzystali wszyscy późniejsi podróżnicy. Saga o Eryku Rudym wspomina natomiast o dwóch osadach: jedna z nich miała się znajdować w północnej części Winlandii o nazwie Straumfjord, a druga na południu w miejscu zwanym Hóp. Oznaczałoby to, że Winlandia nie była kolonią, ale całym regionem.
Niejasne i niezgodne opisy geograficzne zawarte w sagach, są prawdopodobnie skutkiem zawiłości i wypaczeń narosłych na przestrzeni dwustu lat, kiedy były przekazywane ustnie.

## Winlandia
Saga o Grenlandczykach zachowała się w XIV-wiecznym islandzkim manuskrypcie Flateyjarbók, ale uważa się, że została napisana w XIII wieku. Z kolei Saga o Eryku Rudym znajduje się w dwóch manuskryptach – Hauksbók (z XIV wieku) oraz Skálholtsbók (z XV wieku). Obie wersje nieco się od siebie różnią, ale uważa się, że to Skálholtsbók jest bliższy prawdy. Oznacza to, że jeszcze w XV wieku pamięć o Winlandii nie tylko pozostawała żywa, ale była aktywnie wykorzystywana w nowych pracach literackich i to kilkadziesiąt lat przed odkryciami Krzysztofa Kolumba. Wynikało to z tego, że Grenlandia, która była zasiedlana do końca XIV wieku, borykała się z brakiem surowców naturalnych. Odległość od Europy sprawiała, że osadnicy np. po drewno wyruszali do Ameryki Północnej (prawdopodobnie do lesistego Marklandu identyfikowanego z Labradorem). Obecność wikingów na tym kontynencie potwierdziły wykopaliska dwojga norweskich badaczy Helgego i Anne Stine Ingstad w L’Anse aux Meadows na Nowej Fundlandii.
Pomimo tego, że obie sagi dość dokładnie opisują dzieje wikingów, ich wyprawy, relacje i krajobrazy odkrytych lądów, to jednak brak w nich odpowiedzi na najważniejsze pytania: gdzie dokładnie znajdowała się Winlandia i dlaczego nie została na stałe skolonizowana?. Przyczyn jest prawdopodobnie kilka, m.in. brak wystarczającej siły roboczej, niewystarczająca ilość żelaznych narzędzi, która dawała osadnikom przewagę nad tubylczą ludnością zwaną skrælingami. W owym czasie transport ciężkiego ładunku żelaza z Europy był zbyt niebezpieczny i ryzykowny, ze względu na zdradzieckie morza w pobliżu Winlandii.
Inną przyczyną zniechęcającą do jej kolonizacji, mogły być dwie wcześniejsze wyprawy, które zakończyły się w dramatyczny sposób. Sagi wspominają, że ekspedycja Thorfinna była wielokrotnie atakowana przez skrælingów, a wyprawa córki Eryka Rudego, Freydís, zakończyła się morderstwem jej towarzyszy. Dlatego w oczach Islandczyków ziemia ta mogła stać się przeklęta i w obawie przed nieszczęściem mogli nie chcieć jej zajmować.